# Burgker Weißeritzstolln
Der Burgker Weißeritzstolln war ein Wasserlösestollen im Steinkohlenrevier des Döhlener Beckens auf dem Gebiet der Stadt Freital in Sachsen. Er diente der Entwässerung des Grubenfeldes rechts der Weißeritz, das zu den  Freiherrlich von Burgker Steinkohlen- und Eisenhüttenwerken gehörte.

## Geschichte
Der Anschlag des Burgker Weißeritzstollns erfolgte im Jahr 1773. Der Vortrieb erfolgte im Ort- und Gegenortvortrieb von fünf Lichtlöchern und vom Mundloch in Potschappel aus. 1823 hatte der Stolln im Endausbau mit den Flügelörtern zum Alten Schacht, Wilhelminenschacht (Erdmannschacht), Bergerschacht, Bormannschacht und Damms Schacht eine Gesamtlänge von 1342 Metern. 1836 kam noch der Kleinburker Stollnflügel zum Fortunaschacht hinzu. In der Hauptbetriebsperiode flossen 80 Liter Wasser pro Minute zur Weißeritz hin ab.
1886 fuhr man vom Rosinaschacht aus den Stolln an.
Mit der Wiederaufnahme des Bergbaus im Unteren Revier durch den VEB Steinkohlenwerk Freital wurde der Stolln 1946 das letzte Mal geschlämmt. Zum Schutz tiefliegender Grubenbaue gegen die Gefahr eindringender Weißeritzhochwässer nahm man den Stolln 1952 außer Betrieb und vermauerte das Stollnmundloch.
Das 3. und 5. Lichtloch dienten eine Zeitlang auch als Förderschacht. Vom 5. Lichtloch aus erschloss man Restpfeiler des dort fünf Meter mächtigen Flözes, dass dort bis 1836 abgebaut wurde. Insgesamt wurden am 5. Lichtloch 19.350 Tonnen Kohle gefördert. Das 5. Lichtloch wurde 1982 durch die Bergsicherung Freital verwahrt. Das 3. Lichtloch diente ab 1850 als Wasserreservoir der Gemeinde Großburk. 1916 nutzte man es als Ausgangspunkt für Untersuchungsarbeiten im Unteren Revier, ohne eine Förderung aufzunehmen. Erst in der Notzeit nach dem Zweiten Weltkrieg begann die Stadt Freital 1946 im nun als Schacht 1 Unteres Revier bezeichneten 3. Lichtloch mit der Gewinnung dort verbliebener Restkohlepfeiler. Die geförderte Kohlemenge blieb allerdings gering, sie belief sich auf nur 7108 Tonnen. 1950 warf man den Schacht ab.

## Lichtlöcher
- Mundloch (⊙)
- 1. Lichtloch (⊙)
- 2. Lichtloch (⊙)
- 3. Lichtloch (Schacht 92) (⊙)
- 4. Lichtloch (⊙)
- 5. Lichtloch (⊙)